# Ольокминський Становик
Ольокминський Становик — нагір'я у східній частині Забайкальського краю Росії, в басейні річок Ольокма та Шилка.
До складу нагір'я входить група хребтів (Муройський, Хорьковий, Тунгірський, Ольокминський Становик, Черомний, Західний Люндор та Урушинський), а також міжгірські западини (Верхньоольокминська, Тунгірська, Ненюгінська). Загальна протяжність нагір'я становить трохи більше ніж 500 км. Переважаючі висоти — від 1000 до 1500 м, максимальна — 1908 м (голець Кропоткіна).
Нагір'я складене переважно гранітами. Схили вкриті модриновими лісами, які вище 1200 м змінюються передгольцевим рідколіссям. Вершини понад 1500 м зайняті гольцями. У дніщах річкових долин трапляються зарості ерників та мари.